# 多雷斯杜里奧普雷托

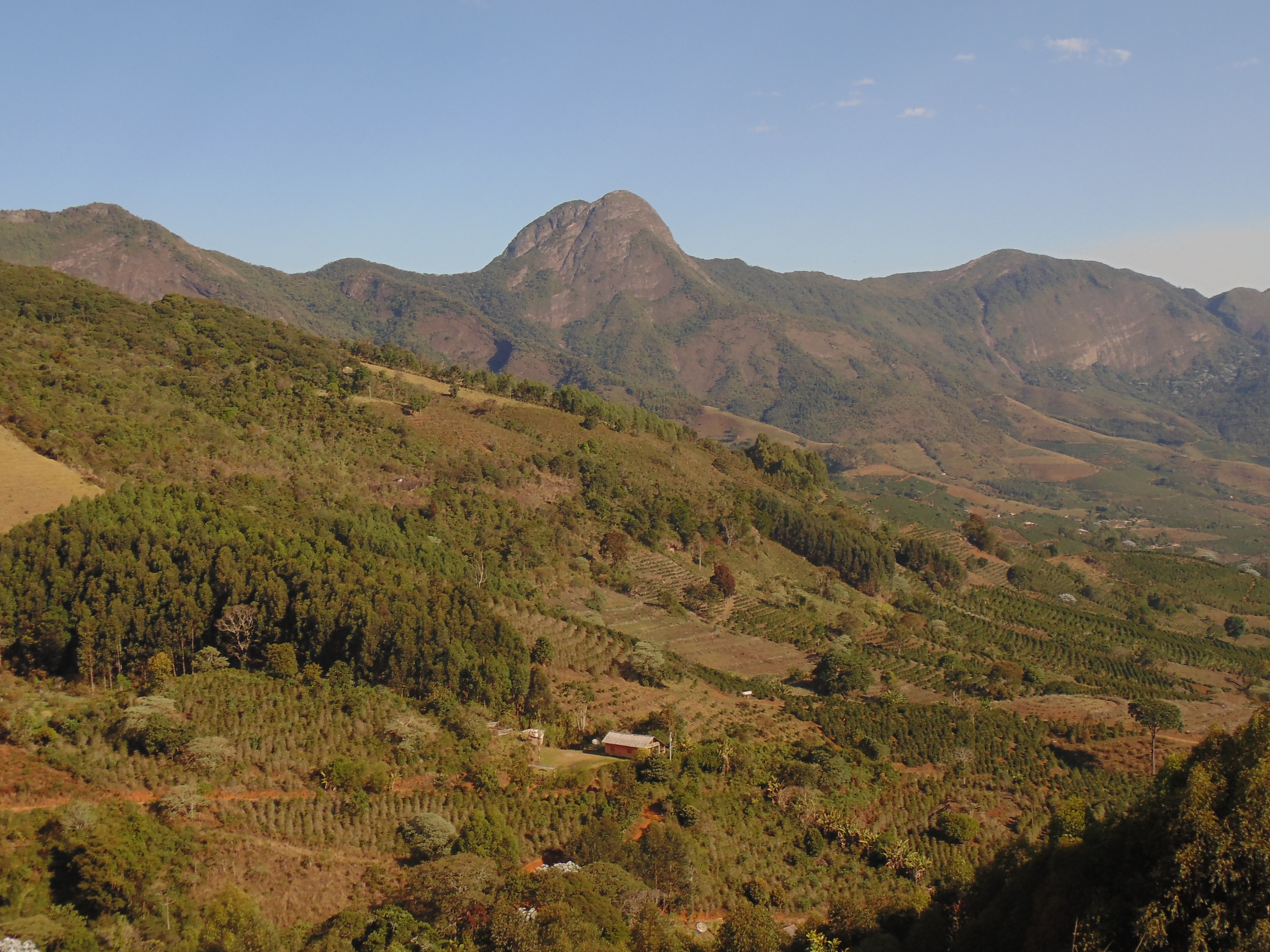
多雷斯杜里奧普雷托

多雷斯杜里奧普雷托（葡萄牙語：Dores do Rio Preto），是巴西的城鎮，位於該國東南部，由聖埃斯皮里圖州負責管轄，始建於1964年4月7日，面積153平方公里，海拔高度55米，2008年人口6,288，人口密度每平方公里44.9人。